# 오시마촌 (후쿠이현 오이군)
오시마촌(大島村)은 후쿠이현 오이군에 설치되었던 촌이다. 현재의 오이정 오시마에 해당한다.